# Gerd Holm
Gerd Holm war ein deutscher Schriftsteller, der durch seine Jugendbücher über Ministranten bekannt wurde.
Holm veröffentlichte seine Reihe über Schiffsjungen und andere katholische Abenteuerromane in Bad Emser Tarcisius Verlag.

## Werke (Auswahl)

### Schiffsjungen
- Schiffsjungen, ein Fußball und das Kirchenjahr
- Schiffsjungen, Rom und ein Ausreißer
- Schiffsjungen. St. Martin und die große Meuterei
- Schiffsjungen auf Gespensterjagd
- Schiffsjungen auf großer Fahrt

### Weitere Werke
- Der silberne Speer, 1957
- Ministranten, Wald und bunte Zelte. Fröhliche Erlebniss im Ferienlager.
- Toms große Tat
- Klaus und die Gespenster